# Kartelobos

Het Kartelobos, in de volksmond ook Kettelobos, is een natuurgebied in het Vlaams-Brabantse Asse. 
Het 12 hectare grote bos ligt bij Mollem en bestaat voornamelijk uit zomereik, beuk, wilg, es en els. Het Kartelobos ligt in de buurt van het Kravaalbos en wordt gekenmerkt door voorjaarsbloeiers zoals wilde hyacint. Het Kartelobos is toegankelijk op de paden en via de bewegwijzerde Kravaal-Kartelowandeling.